# Eobania
Eobania is een geslacht van weekdieren uit de klasse van de Gastropoda (slakken).
- Eobania vermiculata Muller 1774